# Ludwig Edinger

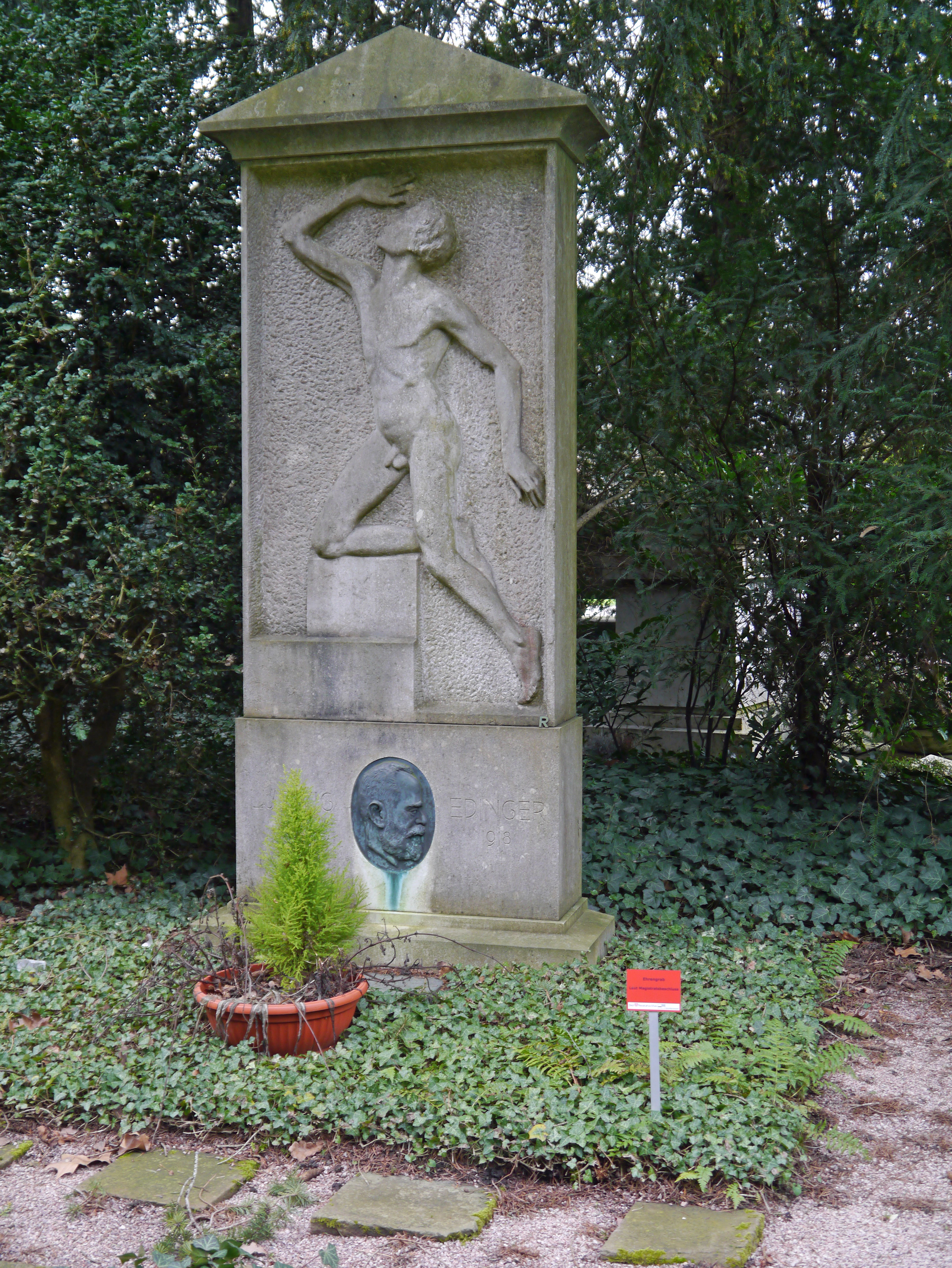
Grób rodzinny Edingerów na cmentarzu we Frankfurcie

Ludwig Edinger (ur. 13 kwietnia 1855 w Worms, zm. 26 stycznia 1918 we Frankfurcie) – niemiecki anatom i neurolog, współzałożyciel Uniwersytetu we Frankfurcie nad Menem. W 1914 roku decyzją króla Prus Wilhelma II Hohenzollerna został pierwszym niemieckim profesorem neurologii.

## Życiorys
Ludwig Edinger dorastał w Wormacji, gdzie jego ojciec Marcus Edinger (1819-1879) prowadził handel tekstyliami i zasiadał w radzie Hesji-Darmstadt. Matka Julie z domu Hochstaetter była córką lekarza z Karlsruhe.
Edinger studiował nauki przyrodnicze od 1872 do 1877 na Uniwersytecie w Heidelbergu, gdzie jego nauczycielem był Karl Gegenbaur, i na Uniwersytecie w Strasburgu, gdzie uczył się u Wilhelma Waldeyera i przez rok był asystentem Adolfa Kussmaula. Przebywając w Gießen (1877-1882) zajął się neurologią, której poświęcił swoją rozprawę habilitacyjną z 1881. Jako docent pracował w Berlinie, Lipsku i Paryżu, w 1883 otworzył własną praktykę we Frankfurcie.
Za sprawą Edingera patolog Carl Weigert został w 1885 roku dyrektorem Fundacji Senckenberga (Senckenbergsche Stiftung) we Frankfurcie. W 1902 Edinger otworzył własny wydział neurologii.
W 1909 Edinger, po rozmowach z Fundacją Senckenberga na temat finansowania instytutu neurologicznego, przeniósł się na Uniwersytet we Frankfurcie. Decyzja o mianowaniu go profesorem zawierała klauzulę, że będzie on współodpowiedzialny za finansowanie instytutu. Problemy finansowe zniknęły, gdy zaślubiona z nim w 1886 Anna Goldschmidt otrzymała duży spadek w 1906 roku.
Miał syna i dwie córki. Tilly (1897–1967) została paleoneurologiem, druga córka Dora (1890-1977) wyszła za mąż za fizjologa Wernera Lipschitza (1892–1949), po drugim mężu miała nazwisko Lindley. Syn Friedrich Mark Anton był lekarzem, był żonaty z Dorą z domu Meyer.
W 1909 roku Lovis Corinth namalował portret neurologa. W 1915 świętowano 60. urodziny Edingera. Ukazały się wtedy okolicznościowe artykuły Adolfa Wallenberga i Ariënsa Kappersa.
26 stycznia 1918 Ludwig Edinger zmarł na zawał serca po udanej operacji gruczołu krokowego. Wspomnienia pośmiertne napisali Wallenberg, Kurt Goldstein, Ernst Göppert i Hermann Oppenheim Georg Dreyfus i Ludwik Eliasz Bregman. Pochowany jest na Hauptfriedhof Frankfurt, razem z żoną i córką Tilly (kwatera II, grób 21). Friedrich Edinger zginął w obozie koncentracyjnym.
Zgodnie z wolą uczonego, jego mózgowie przekazano na badania naukowe. Opis mózgu Edingera przedstawili Walther Riese i Goldstein w 1950.
Przed II wojną światową we Frankfurcie nazwano jego imieniem ulicę (Edingerstrasse); nazwę zmieniono w 1938.
W 2005 roku wydano jego wspomnienia.
Uczniami i współpracownikami Edingera byli Van Gehuchten, Streeter, Spiller, Livini, Liesegang, Wallenberg, Hirsch, Bielschowsky, Alice Hamilton, Franz, Goldstein, Comolli, Kappers, Shimazono, Perlia.

## Dorobek naukowy
W jego dorobku naukowym znajduje się ponad 100 prac. Większość dotyczyła neuroanatomii porównawczej i neurologii. Był autorem podręcznika neuroanatomii, tłumaczonego na inne języki i wielokrotnie wznawianego; książka powstała w oparciu o serię wykładów, jakie Edinger wygłosił przed towarzystwem lekarskim we Frankfurcie zimą 1883/84.
W 1885 opisał jądro dodatkowe nerwu okoruchowego, znane dziś jako jądro Edingera-Westphala. Rozróżnił brzuszne i grzbietowe szlaki rdzeniowo-móżdżkowe. Wprowadził do neurologii terminy „gnozji” i „praksji”.
W 1891 jako pierwszy opisał bóle wzgórzowe, a obraz kliniczny powiązał z obrazem post mortem.
W 1911 zaproponował, że hormony przedniego płata przysadki są transportowane szypułą do tylnego płata.

## Lista prac
1876
- Ueber die Schleimhaut des Fischdarmes, nebst Bemerkungen zur Phylogenese der Drüsen des Darmrohres. Inaugur.-Diss.
- Ueber die Schleimhaut des Fischdarmes, nebst Bemerkungen zur Phylogenese der Drüsen des Darmrohres[15]. (1876)

1877
- Die Endigung der Hautnerven bei Pterotrachea[16]. (1877)

1879
- Ein Fall von Rindenepilepsie. Auf Grundlage eines von Herrn Prof. Kussmaul im Strassburger medicinisch-naturwissenschaftlichen Vereine gehaltenen Vortrages[17]. (1879)

1880
- Zur Kenntnis der Drüsenzellen des Magens, besonders beim Menschen[18]. (1880)
- Notiz, Betreffend den Magen von Tropidonotus Natrix[19]. (1880)

1881
- Untersuchungen zur Physiologie und Pathologie des Magens. Habilitationsschrift. Med. Klinik zu Gießen. Leipzig 1881

1882
- Über die Reaction der lebenden Magenschleimhaut[20]. (1882)
- Rückenmark und Gehirn in einem Falle von angebornem Mangel eines Vorderarms[21]. (1882)
- Über die Physiologie der Säuresekretion im Magen. Berliner klinische Wochenschrift 19 (1882)
- Verstopfung (Obstructio alvi). W: Realenzyklopädie d. ges. Heilkunde
- Vagusneurosen. W: Realenzyklopädie d. ges. Heilkunde.
- Wanderniere. Realenzyklopädie d. ges. Heilkunde
- Wanderleber. Realenzyklopädie d. ges. Heilkunde

1883
- Ludwig Edinger, Franz Riegel. Experimental-Untersuchungen über Asthma. Zeitschrift für klinische Medicin (1883)
- Über die Latenzperiode und die Zuckungscurve menschlicher Muskeln. Zeitschrift für klinische Medicin (1883)

1884
- Zur Kenntnis des Faserverlaufes im Corpus striatum. Neurologisches Centralblatt 3, 15, ss. 341-342 (1884)
- Neuere Untersuchungen über den menschlichen Magen und seine Sekretion im kranken und gesunden Zustande. Med.-chir. Korrespondenzblatt 2, Nr. 3, 1884
- Notiz, betreffend die Behandlung von Präparaten des Zentralnervensystems, welche zur Projektion mit dem Skioptikon dienen sollen. Zeitschrift f. wissen, schaftl. Mikrosk. u. mikr. Technik 1, ss. 250 (1884)
- IX. Wanderversammlung der Südwestdeutschen Neurologen und Irrenärzte in Baden-Baden am 14. und 15. Juni 1884[22]. (1884)

1885
- Zehn Vorlesungen über den Bau der nervösen Centralorgane. Leipzig, Vogel, 1885
- Über den Verlauf der zentralen Hirnnervenbahnen mit Demonstration von Präparaten. X. Wanderversammlung der südwestdeutschen Neurologen und Irrenärzte in Baden-Baden am 13. und 14. Juni 1885
- Zur Kenntnis des Verlaufes der Hirnstrangfasern in der Medulla oblongata und im unteren Kleinhirnschfenkel. Neurologisches Centralblatt 3, 4, ss. 73-76 (1885)
- Über den Verlauf der zentralen Hirnnervenbahnen. Archiv für Psychiatrie und Nervenkrankheiten 16 (1885)

1886
- Verlust des Sprechvermögens und doppelseitige Hypoglossusparese, bedingt durch einen kleinen Herd im Centrum semiovale. Deutsche Medizinische Wochenschrift 14 (1886)
- Über Ursprungsverhältnisse des Akustikus und die "direkte sensorisehe Kleinhirnbahn". XI. Wanderversammlung der südwestdeutschen Neurologen und Irrenärzte in Baden-Baden am 22. und 23. Mai 1886
- Über die Ursprungsverhältnisse des Acusticus und die "direkte, sensorische Kleinhirnbahn". Archiv für Psychiatrie und Nervenkrankheiten (1886)

1887
- Über die Entwicklung des Seelenlebens beim Neugeborenen. Anatomischer Anzeiger 2, 8 (1887)
- Notiz, die Striae acusticae betreffend. Anatomischer Anzeiger 2, 8, s. 239 (1887)
- Über die Bedeutung des Corpus striatum. Deutsche med. Wochenschrift 26, 2 (1887)
- Beiträge zur Vergleichenden Anatomie des Gehirns. Frankfurt am Main, 1887
- On the Importance of the Corpus Striatum and the Basal Fore-Brain Bundle, and On A Basal Optic-Nerve Root. Journal of Nervous and Mental Disease 14, 11-12, ss. 674-680 (1887)
- Vergleichende entwicklungsgeschichtliche Studien im Bereich der Gehirn-Anatomie. 1. Über die Verbindung der sensiblen Nerven mit dem Zwischenhirn. Anatomischer Anzeiger 2, 6, ss. 145-153 (1887)

1888
- Über die Bedeutung des Corpus striatum. XII. Wanderversammlung südwestdeutscher Neurologen und Irrenärzte in Baden-Baden 1888

1889
- Die Fortsetzung der hinteren Rückenmarkwurzeln zum Gehirn betreffend. Brief an der Herausgeber von Dr. Edinger in Frankfurt a. M. Anatomischer Anzeiger 4, 15, ss. 480-481 (1889)
- Über die Bedeutung des Kleinhirns in der Tierreihe. Berichte der Senckenberg. naturf. Gesellsch. 1889.

1890
- Twelve lectures on the structure of the central nervous system. (1890)
- Einiges vom Verlauf der Gefühlsbahnen im centralen Nervensysteme. Deutsche Medizinische Wochenschrift 20 (1890)
- Vergleichend-entwicklungsgeschichtliche und anatomische Studien im Bereiche des Centralnervensystems. 2) Über die Fortsetzung der hinteren Rückenmarkswurzeln zum Gehirn. Anatomischer Anzeiger 4, 4, ss. 121-128 (1890)
- Über die Fasersysteme des Mittelhirns. Archiv für Psychiatrie und Nervenkrankheiten (1890)
- Über den Stand unserer Kenntnis vom feineren Bau des Zentralnervensystems und dessen Bedeutung für die Psychologie. (Vortrag in der wissenschaftlichen Sitzung der Senckenbergischen naturforsch. Gesellschaft am 5. Dez. 1891)
- Untersuchungen über die vergleichende Anatomie des Gehirns. I. Das Vorderhirn. Abhandl. d. Senckenberg. naturf. Gesesellsch. Bd. 15, 1890
- Das Zwischenhirn. 1. Teil : Das Zwischenhirn der Selachier und der Amphibien. Abhandl. d. Senckenberg. naturf. Gesesellsch. 1892
- III. Neue Studien über das Vorderhirn der Reptilien. Abhandl. d. Senckenberg. naturf. Gesesellsch 1896
- IV. Neue Studien über das Zvpischenhirn der Reptilien. Abhandl. d. Senckenberg. naturf. Gesesellsch.Bd. 20, 1903
- V. Das Vorderhirn der Vögel; zusammen mit A. Wallenberg und Gokdon Holmes. Abhandl. d. Senckenberg. naturf. Gesesellsch. Bd. 20, 1903.
- Gibt es central entstehende Schmerzen? Mittheilung eines Falles von Hämorrhagie in den Nucleus externus Thalami optici und in das Pulvinar, dessen wesentliche Symptome in Hyperästhesie und furchtbaren Schmerzen in der gekreuzten Seite, ausserdem in Hemiathetose und Hemianopsie bestanden haben[23]. (1892)
- Über die Entwicklung unserer Kenntnisse von der Netzhaut des Auges. Berichte der Senckenbergischen Naturforschenden Gesellschaft in Frankfurt a. M. 1892
- Untersuchungen über die vergleichende Anatomie des Gehirns 2. Das Zwischenhirn. Erster Teil: Das Zwischenhirn der Selachier und Amphibien. Anatomischer Anzeiger 7, 15, ss. 472-476 (1892)
- Über die Entwicklung des höheren Seelenlebens bei Tieren. Wissensch. Sitzung der Senckenbergischen Naturforsch. Gesellschaft (Vortrag) 1893
- Riechapparat und Ammonshorn. Anatomischer Anzeiger 8, 10-11, ss. 305-321 (1893)
- Modell des oberen Rückenmarksteiles und der Oblongata Anatomischer Anzeiger 8, 5 ss. 172-175 (1893)
- The Significance of the Cortex Considered in Connection with a Report Upon a Dog from which the Entire Cerebrum had been Removed by Prof. Goltz[24] (1893)
- Die Faeerung aus dem Stammganglion, Corpus striatum... Anatomischer Anzeiger 9 (1894)
- Gesichtsmuskellähmung, mimische Gesichtslähmung, faciale Hemiplegie und Diplegie, Prosopoplegie. Realenzyklopädie der ges. Heilkunde Dez. 1895
- The cortical optical centres in birds[25](1895)
- (Recenzja)[26] Bumm A. ..Experimentelle Untersuehungen fiber das Corpus trapezoides und den Hirnerven der Katze... Festschrift zur 150jahrigen Stiftungsfeier der Universität Erlangen. Wiesbaden, Bergmann's Verlag. 4. 31 Stn. 2 Tafeln. J Neur 7, 1-2 (1895)
- (Recenzja)[26] M. v. Lenhosseek, Der feinere Bau des Nervensystems im Liehte neuester Forschungen. Zweiteglinzliehumgearbeitete Auflage. 409 Stn. 6 Taft 60 Textfiguren. Berlin, H. Kornfeld's Verlag 1895. J Neur 7, 1-2 (1895)
- Vorlesungen über den Bau der nervösen Centralorgane des Menschen und der Tiere. Für Ärzte und Studirende. Leipzig, F.C.W. Vogel, 1896
- Die Entwickelung der Gehirnbahnen in der Thierreihe. thieme-connect.de. [zarchiwizowane z tego adresu (2016-03-07)].. Deutsche Medizinische Wochenschrift 39 (1896)
- Zur Reform der Naturforscherversammlung. Berliner klinische Wochenschrift 47 (1896)
- Ist die Versammlung deutscher Naturforscher und Aerzte wirklich der Reform bedürftig? Deutsche Medizinische Wochenschrift 47 (1897)
- Zur Irrenfrage. Vortrag in der Fortschrittlichen Volkspartei. März 1897
- Erwiderung auf die Antwort von Professor G. Fritsch, ad: Haben die Fische Gedächtnis? Fischereizeitung. März 1897.
- Aufsätze über Nervenendigungen und solche über die Magen- und Darmschleimhaut. Archiv für mikroskopische Anatomie, 1887-1889
- Einige neue Theorie über die Enstehung einiger Nervenkrankheiten, besonders der Neuritis und der Tabes. (Volkmanns) Sammlung klinisher Vorträge, Leipzig, N. F. Nr. 106, 1894. Einzeausgabe. 30 ss.
- Behandlung der Krankheiten im Bereiche der peripheren Nerven. W: Handbuch der speziellen Therapie, Jena, 1898.
- Über experimentelle Erzeugung tabesartiger Rückenmarks krankheiten. Verhandlungen des 16. Kongresses für innere Medizin, Wiesbaden, 1898.
- Einiges über Wesen und Behandlung der Tabes. Verhandlungen des 16. Kongresses für innere Medizin, Wiesbaden, 1898
- Neubürger, Edinger. Einseitiger, fast totaler Mangel des Cerebellums: Varix oblongatae. Herztod durch Accessoriusreizung. Berliner klinische Wochenschrift 4 (1898)

1899
- Vorlesungen über den Bau der nervösen Cerntralorgane. 6th ed., Leipzig, 1899
- Anatomische und vergleichend anatomische Untersuchung über die Verbindung der sensorischen Hirnnerven mit dem Kleinhirn. Direkte sensorische Kleinhirnbahnen usw. Neurologisches Zentralblatt 18, 20 (1899)
- Edinger L, Wallenberg A. Untersuchungen über das Gehirn der Tauben. Anatomischer Anzeiger 15, 14-15, ss. 245-271 (1899)
- Einige Bemerkungen anläßlich der Arbeit: Bau des Wirbeltiergehirnes von Bela Haller. Journal of comparative Neurology 9, 2 (1899)

1900
- Edinger L, Auerbach S. Unfallnervenkrankheiten. Railway spine, Commotio medullae spinalis, traumatische Neurosen. Realenzyklopädie der gesamten Heilkunde. 74, Aug. 1900
- Hirnanatomie und Physiologie. Berliner klinische Wochenschrift 37, ss. 561-564, 600-604 (1900)
- Hirnanatomie und Psychologie. Eine Entgegnung an Herrn E. Storch. Zeitschrift für Psychologie und Physiologie der Sinnesorgane 24, ss. 445-448 (1900)

1901
- Behandlungen der Krankheiten im Bereiche der peripheren Nerven. Revue neurologique 67, s. 370, 1901
- Von den Kopfschmerzen und der Migräne. Die deutsche Klinik. Berlin-Wien 1901
- Untersuchungen über den Fornix und das Corpus mammillare[27]. (1901)
- Das Cerebellum von Scyllium canicula[28]. (1901)
- Zum 80. Geburtstag Adolf Kußmauls. Münchener medizinische Wochenschrift 7 (1902)
- Wie lange kann ein intrakranialer großer Tumor symptomlos getragen werden? Leyden-Festschrift 1. Bd. Juni 1902.
- Über den heutigen Stand der Lehre vom Schmerze. Bericht über die wissen-schaftl. Sitzungen des Zahnärztlichen Vereins zu Frankfurt a. M., April 1902. Deutsche Monatsschrift für Zahnheilkunde 20, 1902.
- Geschlechtskrankheiten und Nervenkrankheiten. Festschrift zum 1. Kongreß zur Bekämpfung der Geschlechtskrankheiten. Frankfurt a. M., März 1903.
- Bericht über die Tätigkeit der Frankfurter Poliklinik für Nervenkranke 1892—1902. Edinger mit S. Auerbach, A. Homburger. 1903.
- Behandlung der Krankheiten im. Bereiche der peripheren Nerven. Handbuch der Therapie innerer Krankheiten V, 1903
- Neue Darstellung der Segmentinnervation des menschlichen Körpers. Zeitschr. f. klin. Medizin (1904)
- Dr. Victor Cnyrim †. thieme-connect.de. [zarchiwizowane z tego adresu (2016-03-07)].. Deutsche Medizinische Wochenschrift 30 (1904)
- Die Aufbrauchkrankheiten des Nervensystems. Deutsche Medizinische Wochenschrift 45 (1904) Nr. 45, 49, 52; 1905, 1 u, 4.
  - Die Aufbrauchkrankheiten des Nervensystems (Zweiter Artikel). Der abnorme Aufbrauch des peripheren Nervensystems, die Neuritis. Deutsche Medizinische Wochenschrift 49, 1904
  - Die Aufbrauchkrankheiten des Nervensystems (Dritter Artikel) III. Der Aufbrauch des Zentralapparates. Deutsche Medizinische Wochenschrift 52 (1904)
  - Die Aufbrauchkrankheiten des Nervensystems (Schluß aus No. 1.) IV. Die angeborenen und die hereditären Nervenkrankheiten. Deutsche Medizinische Wochenschrift 4, 1905
  - Die Aufbrauchkrankheiten des Nervensystems Vierter Artikel. Tabes, Opticusatrophie, Paralyse. Deutsche Medizinische Wochenschrift; 01, 1905
- Die Deutung des Vorderhirns bei Petromyzon. Anatomischer Anzeiger 26, 22-23, ss. 663-635 (1905)
- Zu dem Artikel "Ueber Pyrodinvergiftung bei Hunden" von Rothmann und Mosse. Deutsche Medizinische Wochenschrift 6 (1906)
- Über den heutigen Stand der Therapie der Nervenkrankheiten. Zeitschrift für ärztliche Fortbildung 3, 8, ss. 225-232 (1906)
- Einiges vom "Gehirn" des Amphioxus. Anatomischer Anzeiger 28, 17-18, ss. 417-431 (1906)
- 2 neue Apparate zum Zeichnen mikr. Präparate. Sitzg. d. ärztl. Vereines Juni 1906

1907
- A preliminary note on the comparative anatomy jaf the cerebellum. Brain 29, ss. 483-486 (1907)
- Ueber das Gehirn von Myxine Glutinosa. Aus dem Anhang zu den Abhandlungen der Königl. Preuss. Akademie der Wissenschaften vom Jahre 1906. Berlin: Verlag der Königl. Akademie der Wissenschaften 1906 36 ss. + 3 Taf.
- Verlauf der Bückenmarksbahnen zum Kleinhirn und zu weiter vorn gelegenen Hirnteilen, Tectum und Thalamus
- Über die Herkunft des Hirnmantels in der Tierreihe. Berliner klinische Wochenschrift 4 (1905)
- Kurze Demonstration von Hirnmodellen. 7. internationaler Physiologenkongreß. Heidelberg 1907.

1908
- Vorwort zu R. Virchows Rede "Über Wunder". Frankfurt. Neuer Frankfurter Verlag 1908
- Der Anteil der Funktion an der Entstehung von Nervenkrankheiten. Wiesbaden, 1908
- Über die dem Oralsinn dienenden Apparate am Gehirn der Säuger. Deutsche Zeitschrift für Nervenheilkunde 36 (1908)

1909
- Untersuchungen über den Bau des Gehirnes mit Rücksicht auf die Psychologie. Sitzung des ärztlichen Vereins Okt. 1909
- Über die Einteilung des Cerebellums. Anatomischer Anzeiger 35, 13, 14 (1909)
- Einführung in die Lehre vom Bau und den Verrichtungen des Nervensystems. Leipzig: Vogel, 1909
- Tierbeobachtung in Aquarien und Terrarien. Kosmos 6, 7 (1909)
- Die Beziehungen der vergleichenden Anatomie zur vergleichenden Psychologie. Leipzig, 1909

1910
- Über das Hören der Fische und anderer niederer Vertebraten. Zentralbl. f. Physiologie 22, 1 (1910)

1911
- Warum wir die Fische angeln können. Kosmos Heft 4, 1911
- Demonstration aus der vergleichenden Hirnanatomie. (Projektionsreihe.) Vers, der Gesellsch. deutscher Nervenärzte Sept. 1911, Frankfurt a. M.
- Der Lobus parolf. (Tuberculum olfact., Lobus olfact. post.). Anatomischer Anzeiger 38, :Nr. 1, (1911)
- Über die Hypophysis. Verhandl. d. anat. Gesellsch. 1911.
- Die Ausführwege der Hypophyse[29]. (1911)

1912
- Welche Beziehungen bestehen zwischen dem Aufbau des Nervensystems und seiner Tätigkeit? Frankfurt am Main, 1912
- Über das Kleinhirn und den Statotonus[30]. (1912)
- Über das Kleinhirn und den Statotonus. Centralblatt für Physiologie 26, 15, ss. 618-623 (1912)
- Die denkenden Tiere. Das monistische Jahrhundert. Juli 1912
- Wandtafeln des Neurologischen Institutes an Frankfurt am Main zur Verschaulichung des Nervensystems. Wiesbaden, 1912

1913
- Wege und Ziele der Hirnforschung. Die Interakademischen Hirnforschung-sinstitute[31]. (1913)
- Ein Mensch ohne Grosshirn[32]. (1913)
- Etwas vom Schmerze. Frankfurt am Main, 1913
- Ein Ponstumor. Vortrag im. ärztl. Verein 1913
- Ersatz des Kanadabalsams durch Gelatine. Vortrag im ärztl. Verein 1913
- Schädelausguß des Mannes von La Chapelle. Vortrag im ärztl. Verein. Okt. 1913
- Zur Funktion des Kleinhirns. Deutsche Medizinische Wochenschrift 14 (1913)

1914
- Über phlebogene Schmerzen. Berliner klinische Wochenschrift 11, 1914
- Paul Ehrlich, Eine Darstellung seines wissenschaftlichen Wirkens. Festschr. zum 60. Geburtstage. März 1914
- Edinger L, Liesegang R. Nachahmung der Vorgänge beim Nervenwachstum. Anatomischer Anzeiger 47, 8, ss. 225-239 (1914)
- Die Entstehung des Menschenhirns. Wiener Medizinische Wochenschrift 43, ss. 2245-2253 (1914)
- Die Entstehung des Menschenhirns. Bericht der Senckenbergischen Naturforschenden Gesellschaft in Frankfurt am Main 45, ss. 149-167 (1914)

1915
- Die Nerven im Kriege. Die große Zeit 1915
- M. A. van Gehuchten †, weil. Professor an der Universität Löwen. Deutsche Medizinische Wochenschrift 6 (1915)
- Der Schöpferische und der Kritische Gedanken anläßlich des Todes von Paul Ehrlich. Deutsche Medizinische Wochenschrift 48 (1915)

1916
- Über die Vereinigung getrennter Nerven. Grundsätzliches und Mitteilung eines neuen Verfahrens. Münchener med. Wochenschrift 7 (1916)
- Über die Vereinigung getrennter Nerven. Zeitschrift für orthopädische Chirurgie 36, 2/3. Heft, 1916
- Über die Vereinigung getrennter Nerven. Zeitschr. f. orthop. Chir. Bd. 36, H. 2/3 (1916)
- Ludwig Bruns. Nekrolog. Deutsche Zeitschrift für Nervenheilkunde 56 (1916)
- Behandlung d. Erkrankungen der peripheren Nerven. A. Innere Behandlung. Handbuch der gesamten Therapie in sieben Bänden. 4. Bd. 1916
- Über die Regeneration durchschnittener Nerven[33]. (1916)

1917
- Zur Überbrückung von Nerven defekten. Münchener med. Wochenschrift 1917, 7, 5. 225.
- Über die Regeneration des entarteten Nerven. Deutsche Medizinische Wochenschrift 25 (1917)
- Vom Mystischen und dem "Hochmut" der Wissenschaft. Kulturrundschau der Leipziger Illustrierten Zeitung nr 3845 (1917)
- Ein Briefwechsel. Münchener Jugend. Hirthnummer (1917)
- Oskar Kohnstamm. Nekrolog. Abendbl. d. Frankfurter Zeitung 8. Nov. 1917.
- Ammonshorn und Epilepsie. Wiener Medizinische Wochenschrift 46 ss. 2020–2021 (1917)

1918
- Untersuchungen über die Neubildung des durchtrennten Nerven[34]. (1918)
- Bericht über die Leistungen auf dem Gebiete der Anatomie des Centralnervensystems zusammen mit A. Wallenberg. Schmidts Jahrbücher 1886—1913.
- Zehn Vorlesungen über den Bau der nervösen Zentralorgane. I. Aufl. Vogel, Leipzig 1885;
  - 2. Aufl. ebenda 1889
  - 3. Aufl. ebenda 1892;
  - 4. Aufl. ebenda 1893.
- Vorlesungen über den Bau der nervösen Zentralorgane des Menschen und der Tiere. 5. stark verm. Aufl. Vogel, Leipzig 1896
  - 6. Aufl. ebenda 1900.
- Bd. 2 : Vergleichende Anatomie des Vertebratengehirnes. 6. Aufl. ebenda 1904
- Vorlesungen über den Bau der nervösen Centralorgane. Bd. 1 : Das Centralnervensystem des Menschen und der Säugetiere. 7. Aufl. Vogel, Leipzig 1904
- Bd. 2: Vergleichende Anatomie des Gehirns. 7. Aufl. ebenda 1908
  - 8. Aufl. ebenda 1911, Bd. 1.
- Einführung in die Lehre vom Bau und den Verrichtungen des Nervensystems. Vogel, Leipzig 1909;
  - 2. Aufl. Vogel, Leipzig 1912